# Johannes Cocceius
Pour les articles homonymes, voir Cock.
Johannes Cocceius (aussi Johannes Coccejus ou Johannes Koch ou Johannes Cock), né le 9 août 1603 à Brême et mort le 5 novembre 1699 à Leyde, est un théologien néerlandais.

## Biographie
Il enseigne l'hébreu et la théologie à l'école illustre de Brême, à l’université de Franeker et de Leyde, et se livre à une interprétation de la Bible, relativement nouvelle pour l'époque ; en rupture avec la théologie scolastique, il entend les mots et les phrases des Écritures dans des sens qui n'avaient guère été envisagés jusque-là.
En particulier, cette lecture attentive lui permet de conclure à une initiative effectuée par Dieu d'entrer en contact avec les hommes : il y aurait donc une alliance originaire, détruite par le péché originel, puis plusieurs renouvellements de cette alliance dans l'Ancien Testament et enfin, par la voix du Christ, la promesse de la résurrection de la chair, du jugement dernier et de la vie éternelle.
Ses partisans sont appelés « Coccéiens » et sa doctrine le coccéianisme, considéré comme un des courants préparateurs du piétisme. Son élève le plus remarquable est Campeius Vitringa qui poursuit, à l’université de Franeker, son œuvre dans le domaine des études hébraïques et théologiques.

## Œuvres
Après sa mort ses œuvres complètes sont publiées en 8 volumes in-folio, à Amsterdam, en 1673.
- Duo Tituli thalmudici Sanhedrin et Maccoth (trad. et annot., 1629) ;
- Summa doctrinæ de fœdere et testamento Dei (1648, 2e éd. 1654) ;
- Summa theologiæ ex sacris scripturis repetita (1662).
- Lexicon et commentarius sermonis hebraici et chaldaici (1669).

## Sources
- http://global.britannica.com/EBchecked/topic/123460/Johannes-Cocceius